# Алкалаев-Калагеоргий, Константин Константинович (1866)
Константи́н Константи́нович Алкала́ев-Калагео́ргий (1866 — ок. 1921) — действительный статский советник (с 1911 года), чиновник Министерства юстиции.

## Биография
Родился в 1866 году в семье ярославского полицмейстера Константина Николаевича Алкалаева-Калагеоргия и его жены Людмилы Григорьевны Дротаевской. В 1888 году окончил Императорское училище правоведения, был выпущен в чине 10-го класса табели о рангах (учился вместе с С. Д. Набоковым).
Служил чиновником Министерства юстиции в различных городах. С 1909 года был членом Варшавской судебной палаты. В начале Первой мировой войны, будучи уполномоченным Красного Креста, заведовал «эвакуацией раненых и больных воинов на Венском вокзале гор. Варшавы», за что был награждён орденом св. Владимира III степени. Позднее переехал в Москву. Был также почётным мировым судьей Городокского уезда.
После революции, оказавшись в числе «бывших», служил в Малом театре. Связь Алкалаева-Калагеоргия с искусством была давнишней: в молодости (в 1890 году) он написал вальс «Весенние грёзы».
Умер около 1921 года в Москве.

## Семья
К. К. Алкалаев-Калагеоргий с 1890 года был женат на Агате Ивановне Корх (1871—1941), внучке П. Н. Замятнина; на сестре Агаты Ивановны, Александре (1869—1945), был женат знакомый Калагеоргия по Училищу правоведения Д. М. Маркелов.
В семье было четверо детей:
- Людмила (1892 — ок. 1980; в замужестве Щекина);
- Владимир (1894—1938);

и близнецы
- Константин (1901—1973) и
- Елена (1901—1986), муж Николай Константинович Конюков (1884—1943).